# Symphurus macrophthalmus
Symphurus macrophthalmus es una especie de pez de la familia Cynoglossidae en el orden de los Pleuronectiformes.

## Distribución geográfica
Se encuentran en el Golfo Pérsico.